# Walter Pintos Risso
Walter Pintos Risso (* 8. August 1906 in Montevideo; † 5. März 2003 ebenda) war ein uruguayischer Politiker und Architekt.
Pintos Risso, der 1934 sein Studium der Architektur an der Universidad de la República erfolgreich abschloss, gehörte der Partido Colorado an. Er war vom 30. Oktober 1967 bis zum 31. Oktober 1972 als Nachfolger Heraclio Ruggias Minister für den Fachbereich öffentliche Bauten in Uruguay. Im Jahr 1971 kandidierte er zudem für das Amt des Intendente des Departamentos Montevideo.
Zu Pintos Rissos Werken als Architekt gehört das Edificio Ovalle im montevideanischen Barrio Cordón.